# Obere Einflussstauung
Als obere Einflussstauung (OES) bezeichnet man in der Medizin ein Symptom, bei dem der venöse Rückfluss zum Herzen aus den oberen Extremitäten und dem Kopf behindert wird. Es äußert sich in Form von gestauten angeschwollenen Halsvenen (Halsvenenstauung) (Symptom des Stokesschen Kragens) und Armvenen. In der Onkologie wird der Begriff obere Einflusstauung synonym mit dem Vena-cava-superior-Syndrom (VCSS), einer akut lebensbedrohlichen, meist tumorösen Kompression der Vena cava superior verwendet.

## Klinik

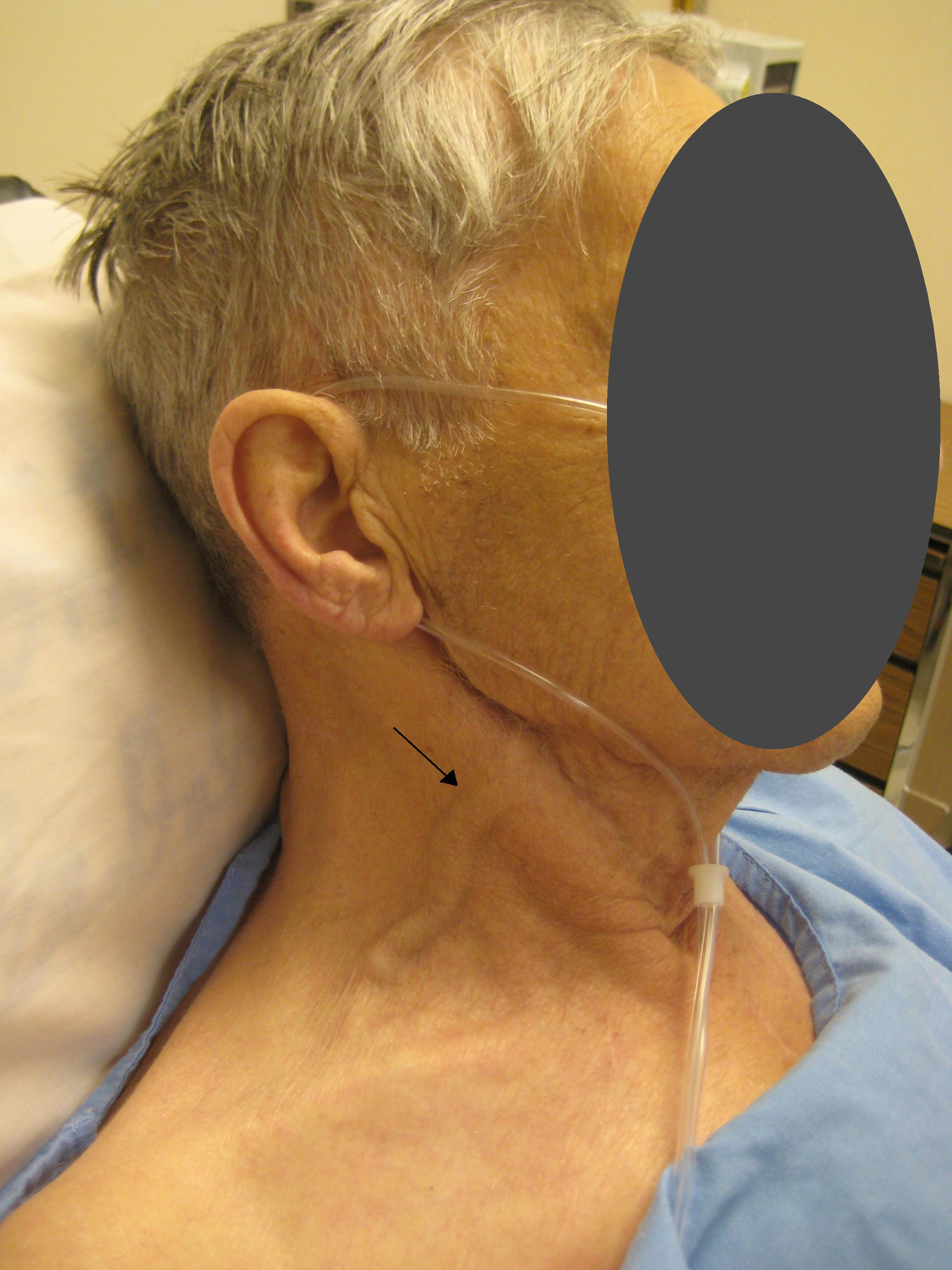
Obere Einflussstauung

Diagnostiziert wird die OES beim 45° Oberkörper-hochgelagerten Patienten. Hierbei ist die Vena jugularis externa zwei Querfinger oberhalb des Schlüsselbeins zu sehen (positiver Befund).
Die obere Einflussstauung selber macht meist keine Beschwerden. Begleitend können Kopfdruck, ein Gefühl der Blutfülle im Kopf und Kopfschmerzen auftreten. Häufig findet sich Luftnot oder auch eine Verschlechterung des Allgemeinzustandes als Ausdruck der Grunderkrankung. Die Symptome sind im Liegen verstärkt, da hier die Schwerkraft den venösen Blutrückstrom zum Herzen nicht mehr unterstützt.
Es besteht, in Abhängigkeit von der Ursache, die Gefahr des Auftretens von Venenthrombosen.

## Ursachen
Eine obere Einflussstauung ist in der Regel ein Zeichen für eine Leistungsschwäche des rechten Herzens. Denkbare Ursachen sind:
- Herzklappenfehler mit Undichtigkeit der Klappe
- Linksherzschwäche
- Perikardtamponade
- Spannungspneumothorax
- Asthma bronchiale
- Lungenembolie

Eine Kompression der Vena cava superior hatte vor 60 Jahren überwiegend infektiöse Gründe, wie Tuberkulose, syphylitisches Aortenaneurysma. Diese Ursachen wurden seltener und vor 30 Jahren waren über 90 % der Fälle tumorbedingt. Durch den häufigeren Einsatz von intravaskulären Therapien, wie Schrittmacher und Katheter sind heutzutage 35 % der Verschlüsse durch Thrombosen bedingt.
Durch eine Kompression der Vena cava superior kommt es zum Rückstau des Blutes in die zuführenden Venen des Kopfes und der oberen Extremitäten. Es können sich bei längerem Bestehen der oberen Einflussstauung venöse Umgehungskreisläufe ausbilden (Vena-cava-superior-Syndrom). Verursachende Tumoren können sein: Bronchialkarzinom, maligne Lymphome, akute lymphatische Leukämie (T-ALL), Schilddrüsenkarzinom, Teratom, Lymphknoten-Metastasen eines Tumors im Mediastinum, sehr selten gutartige Prozesse, wie z. B. ausgedehnte Struma (Kropf).